# Leptacis acanthia
Leptacis acanthia är en stekelart som beskrevs av Peter Neerup Buhl 2005. Leptacis acanthia ingår i släktet Leptacis och familjen gallmyggesteklar. Inga underarter finns listade i Catalogue of Life.